# Carta 08
A Carta 08 é um manifesto assinado por 303 intelectuais e ativistas dos direitos humanos, de múltiplas profissões (académicos, advogados, jornalistas e artistas) - e depois por outras oito mil pessoas - para promover a reforma política e a democratização na República Popular da China.
No texto exige-se que o governo chinês se empenhe em promover ou autorizar o multipartidarismo, um sistema judicial independente, e liberdade de religião, associação e imprensa.
| “ | Este ano é o 100.º aniversário da Constituição Chinesa, o 60.º da Declaração Universal dos Direitos Humanos, o 30.º aniversário do Muro da Democracia e o 10.º ano desde que a China assinou a Convenção Internacional dos Direitos Civis e Políticos. Depois de experimentar um prolongado período de desastres dos direitos humanos e uma tortuosa luta e resistência, os cidadãos chineses estão cada vez mais e com maior clareza reconhecendo que a liberdade, igualdade e direitos humanos são valores universais comuns compartilhados por toda a humanidade, e que a democracia, a república e o constitucionalismo constituem o arcabouço estrutural básico da governança moderna. Uma "modernização" ausente destes valores universais e deste arcabouço político é um processo desastroso que priva os homens de seus direitos, corrói a natureza humana e destrói a sua dignidade. Para onde a China se encaminhará no século XXI? Continuará uma "modernização" sob este tipo de autoritarismo? Ou reconhecerá os valores universais, assimilados em comum nas nações civilizadas e construirá um sistema político democrático? Esta é uma decisão fundamental que não pode ser evitada | ” |
Para um documento de origem chinesa, ele não é comum ao demandar liberdade de expressão e eleições livres. Foi publicado em 10 de dezembro de 2008, no 60.º aniversário da Declaração Universal dos Direitos Humanos, e seu nome faz referência à Carta 77, publicada por dissidentes da Tchecoslováquia.
Liu Xiaobo terá sido um dos principais redatores da Carta 08. Preso em dezembro de 2009, e em vias de condenação por 11 anos, foi galardoado com o Prémio Nobel da Paz de 2010.Xiaobo veio a falecer em 13 de julho de 2017 ,vitima  de um cancro hepático